# Walter Tollmien
Walter Tollmien (Berlim, 13 de outubro de 1900 — Göttingen, 25 de novembro de 1968) foi um físico alemão.

## Publicações selecionadas
- Tollmien, Walter (1924): Zeitliche Entwicklung der laminaren Grenzschicht am rotierenden Zylinder, Dissertation Göttingen 1924.
- Tollmien, Walter (1929): Über die Entstehung der Turbulenz.  1. Mitteilung, in:  Nachr. Ges. Wiss. Göttingen, Math. Phys. Klasse 1929, S. 21 -44.
- Tollmien, Walter (1931): Grenzschichttheorie, in: Handbuch der Experimentalphysik IV,1, Leipzig 1931, S. 239-287.
- Tollmien, Walter (1935): Ein allgemeines Kriterium der Instabilität laminarer Geschwindigkeitsverteilungen, in: Nachr. Ges. Wiss. Göttingen, Math. Phys. Klasse NF 1 1935, S. 79-114 (Habilitationsschrift).
- Tollmien, Walter (1937): Zum Übergang von Unterschall- in Überschallströmungen, in: ZAMM 17 (1937), S. 117-136.
- Tollmien, Walter (1938): Über die Fehlerabschätzung beim Adams'schen Verfahren zur Integration gewöhnlicher Differentialgleichungen, in: ZAMM 18 (1938), S. 83-90.
- Tollmien, Walter, gemeinsam mit Manfred Schäfer (1941): Zur Theorie der Windkanalturbulenz, in: ZAMM 21 (1941), S. 1-17.
- Tollmien, Walter (1945/46): Beiträge zu den Göttinger Monographien: Stationäre Grenzschichten. Grundlagen und allgemeine Ergebnisse (B 1.1), Instabilität laminarer Grenzschichten. Grundlagen und allgemeine Ergebnisse (B 3.1), Durchgang durch die Schallgeschwindigkeit. Theorie (C 6.1), Göttingen 1945/46 (Maschinenskript)
- Tollmien, Walter (1947): Asymptotische Integration der Störungsdifferentialgleichung ebener laminarer Strömungen bei hohen Reynoldsschen Zahlen, in: ZAMM 25/27 (1947), S. 33-50 und S. 70-83.
- Tollmien Walter (1952): Über Schwingungen in laminaren Strömungen und die Theorie der Turbulenz, in: Proc. 8th Int. Congr. Theor. and Appl. Mech., Istanbul 1952, S. 23-47.
- Tollmien, Walter (1952/53): Abnahme der Windkanalturbulenz nach dem Heisenbergschen Austauschansatz als Anfangswertproblem, in: Wissenschaftliche Zeitung der TH Dresden 2 (1952/53), S. 443-448.
- Tollmien, Walter (1955): 50 Jahre Grenzschichtforschung, ihre Entwicklung und Problematik, in: Henry Görtler / Walter Tollmien (Hg.): 50 Jahre Grenzschichtforschung, Braunschweig 1955, S. 1-12.
- Tollmien, Walter (1962): Aspekte der Strömungsphysik (6. Ludwig-Prandtl-Gedächtnisvorlesung), in: ZFW 10 ( 1962), S. 403-413.